# Hynobius
Genre
Synonymes
- Pseudosalamandra Tschudi, 1838
- Hydroscopes Gistel, 1848
- Ellipsoglossa Duméril, Bibron & Duméril, 1854
- Pachypalaminus Thompson, 1912
- Satobius Adler & Zhao, 1990
- Poyarius Dubois & Raffaëlli, 2012
- Makihynobius Fei, Ye & Jiang, 2012

Hynobius est un genre d'urodèles de la famille des Hynobiidae.

## Répartition
Les 35 espèces de ce genre se rencontrent au Japon, en Corée, en Chine, en Extrême-Orient russe et en Asie centrale dans les régions du Pamir et de Samarkand.

## Liste des espèces
Selon Amphibian Species of the World (16 septembre 2014) :
- Hynobius abei Sato, 1934
- Hynobius amakusaensis Nishikawa & Matsui, 2014
- Hynobius amjiensis Gu, 1992
- Hynobius arisanensis Maki, 1922
- Hynobius boulengeri (Thompson, 1912)
- Hynobius chinensis Günther, 1889
- Hynobius dunni Tago, 1931
- Hynobius formosanus Maki, 1922
- Hynobius fucus Lai & Lue, 2008
- Hynobius glacialis Lai & Lue, 2008
- Hynobius guabangshanensis Shen, 2004
- Hynobius hidamontanus Matsui, 1987
- Hynobius hirosei Lantz, 1931
- Hynobius katoi Matsui, Kokuryo, Misawa & Nishikawa, 2004
- Hynobius kimurae Dunn, 1923
- Hynobius leechii Boulenger, 1887
- Hynobius lichenatus Boulenger, 1883
- Hynobius maoershanensis Zhou, Jiang & Jiang, 2006
- Hynobius naevius (Temminck & Schlegel, 1838)
- Hynobius nebulosus (Temminck & Schlegel, 1838)
- Hynobius nigrescens Stejneger, 1907
- Hynobius okiensis Sato, 1940
- Hynobius osumiensis Nishikawa & Matsui, 2014
- Hynobius quelpaertensis Mori, 1928
- Hynobius retardatus Dunn, 1923
- Hynobius shinichisatoi Nishikawa & Matsui, 2014
- Hynobius sonani (Maki, 1922)
- Hynobius stejnegeri Dunn, 1923
- Hynobius takedai Matsui & Miyazaki, 1984
- Hynobius tokyoensis Tago, 1931
- Hynobius tsuensis Abé, 1922
- Hynobius turkestanicus Nikolskii, 1910
- Hynobius yangi Kim, Min & Matsui, 2003
- Hynobius yatsui Oyama, 1947
- Hynobius yiwuensis Cai, 1985

## Publication originale
- Tschudi, 1838 : Classification der Batrachier, mit Berucksichtigung der fossilen Thiere dieser Abtheilung der Reptilien, p. 1-99 (texte intégral).